# Black Snow
Black Snow er en kinesisk film fra 1990 af Xie Fei.

## Medvirkende
- Cai Hongxiang som Cui Yongli
- Jiang Wen som Li Huiquan
- Lin Cheng som Zhau Yaqiu
- Yue Hong
- Meng Jin
- Liu Xiaoning
- Liang Tian
- Fang Zige
- Yue Hong